# Hostsjön
Hostsjön är en sjö i Strömsunds kommun i Jämtland och ingår i Ångermanälvens huvudavrinningsområde. Sjön har en area på 1,76 kvadratkilometer och ligger 286,8 meter över havet.

## Delavrinningsområde
Hostsjön ingår i det delavrinningsområde (707064-148574) som SMHI kallar för Utloppet av Hostsjön. Medelhöjden är 295 meter över havet och ytan är 7 kvadratkilometer. Räknas de 31 avrinningsområdena uppströms in blir den ackumulerade arean 305,39 kvadratkilometer. Vikan (Vallån) som avvattnar avrinningsområdet har biflödesordning 3, vilket innebär att vattnet flödar genom totalt 3 vattendrag innan det når havet efter 196 kilometer. Avrinningsområdet består mestadels av skog (41 procent) och sankmarker (19 procent). Avrinningsområdet har 1,76 kvadratkilometer vattenytor vilket ger det en sjöprocent på 25,2 procent.